# حلمية الزيتون
حلمية الزيتون هي شياخة في حي عين شمس، وحدودها شرقا حي مصر الجديدة وجنوبا حي الزيتون وغربا حي المطرية وشمالا عين شمس وهي تقع إداريا ضمن حي عين شمس وتتبع قسم شرطة عين شمس.

## تاريخ
سميت باسم الحلمية نسبة للخديوي عباس حلمي الثاني وفي الأصل منطقه حدائق مثمرة متاخمة لمنطقة صحراوية وقد تم تعميرة ببناء عدد من القصور والسرايات لعديد من أمراء الأسرة العلوية مثل قصر الأمير يوسف كمال والأمير وحيد الدين والعديد من القصور وتبعهم العديد من الوجهاء في تشييد القصور والفيلات ويوجد بها فيلا محمد فريد أبو حديد المفكر الإسلامي الكبير، وفيلا الشيخ عبد العزيز البشرى وفيلا الشيخ محمد عبده الإمام المجدد، وفيلا الشيخ الدكتور محمد المسير أستاذ العقيدة بجامعة الأزهر وفيلا الفنان محمود مرسي، ومنزل الأستاذ مصطفى بيومي وكيل أول وزارة الإنتاج الحربي وأحد أبطال حرب أكتوبر.
وكانت بها مزرعة كبيرة لتربية النعام متاخمة لقصر الأمير يوسف كمال، ومقر قصر الأمير يوسف الآن المعهد القومي لبحوث الصحراء وفي المنطقة الصحراوية كانت قشلاقات الجيش الإنجليزي التي أصبحت بعد الجلاء ثكنات للجيش المصري.

## بنية تحتية
مدرسة ابن خلدون الثانوية ومدرسة الفاروق عمر الاعدادية والحلمية الإعدادية (بنين)، معهد حلمية الزيتون الأزهري النموذجي، مدرسة حلمية الزيتون الثانوية بنات ومدرسة النعام الاعدادية بنات والمدرسة الفنية المتقدمة التجارية المشتركة، ومدرسة أمير الشعراء والبشري الابتدائتين ومدرسة عمر بن عبد العزيز التجريبة ومدرسة المستقبل 10 الرسمية المتميزة للغات، وعدد من المدارس الخاصة. كما يوجد فيها إدارة شئون الطلبة والامتحانات بـعين شمس.
أما بالنسبة للتعليم العالي والمتوسط وفوق المتوسط:
الكلية التكنولوجية وكلية الهندسة جامعه حلوان (وتسمى أيضا هندسة المطرية)، والمعهد الفني البصريات.

### وسائل الموصلات
اما بالنسبة لوسائل المواصلات التي تجعلك تصل إلى الحلمية أو تخدمك داخل الحلمية فهي: مترو أنفاق القاهرة والباصات والميكروباصات.
وبها محطة لمترو الأنفاق محطه حلميه الزيتون.
وأهم شوارعها شارع عين شمس وشارع بن الحكم وشارع منشيه النحرير وشارع متحف المطرية وشارع العمران شارع إبراهيم عبد الرازق وشارع سليم الأول وشارع ترعة الجبل وشارع المسيري وشارع البشري وشارع عباس الشريف وشارع العرب وأهم ميادينها ميدان الحلمية وميدان التجنيد وميدان ابن الحكم وميدان النعام وميدان حجلان وشارع مصطفى منير

### الخدمات الصحية
تحتوي الحلمية علي:
الصيدليات وعددها كثير في المنطقة كل حوالي 200 متر.
المستشفيات ومنها مستشفى الحلمية العسكري ومستشفى مسجد بخيت ومستشفى زمزم ومستشفى المعلمين.

## المناطق
وبها مناطق أرض النعام وزهراء الحلمية وسليم الأول.
من أهم منشاتها العمرانية أبراج عمرافندي و برج الدفراوي وبرج القدس وبيت العز -يوجد بهما سينما بيت العز- وابراج الطيران وبرج الكمال وسما الحلمية وبرج مكة.

كما يوجد بها حدائق 6 أكتوبر ونادى 6أكتوبر ومركز شباب حلمية الزيتون ومنتزه الحلمية.